# محافظة ليون الجديدة
كانت محافظة ليون الجديدة أو الأراضي الماجلانية (1529−؟) واحدة من محافظات الإمبراطورية الإسبانية الاستعمارية، وتقع في جنوب أمريكا الجنوبية.
تم إنشاء المحافظة كإحدى المنح التي قدمها الملك كارلوس الخامس في عام 1529، والتي أسست أديلانتادو سيمون دي ألكازابا إي سوتومايور كأول حاكم لها، وقبطانها العام، ورئيس القضاة. تم وصف الإقليم بأنه يمتد ل200 عصبة أسفل ساحل المحيط الهادئ من منحة بيدرو دي مندوزا لمحافظة الأندلس الجديدة.
في 21 مايو 1534، وقّع الملك ثلاثة استسلامات أخرى لاستكشاف الأراضي الأمريكية واحتلالها، وإنشاء مقاطعات أو محافظات تضم 200 عصبة من الامتداد الشمالي الجنوبي، بما في ذلك حاكم ليون الجديدة، الممنوحة لسيمون دي ألكازابا إي سوتومايور، أيضًا من المحيط الأطلسي إلى المحيط الهادئ، جنوب 36 ° 57 '09S (خط من كورونل إلى بينامار) وحتى 48 ° 22' 52s (خط من جزيرة كامبانا إلى خليج لورا).
امتدت المحافظة بعد ذلك إلى مضيق ماجلان والأراضي الجنوبية منه.